# Piniphantes cinereus
Piniphantes cinereus là một loài nhện trong họ Linyphiidae.
Loài này thuộc chi Piniphantes. Piniphantes cinereus được Andrei V. Tanasevitch miêu tả năm 1986.